# فيسنتي مارتين رودريغيز
فيسنتي مارتين رودريغيز (بالإسبانية: Vicente Martin Rodriguez)‏ مواليد 22 يناير 1985 في إل دورادو، ميسيونس، الأرجنتين، هو ملاكم محترف أرجنتيني يصنف ضمن فئة وزن الريشة.

## إحصائيات
خاض خلال مسيرته 44 نزالا، فاز في 39 وتعادل في 1 وخسر في 4. فاز بالضربة القاضية في 21 نزالا.

## روابط خارجية
- فيسنتي مارتين رودريغيز على موقع بوكس ريك (الإنجليزية) (registration required)